# PZL-111 Koliber-235
PZL-111 Koliber-235 – prototyp polskiego samolotu wielozadaniowego.

## Historia
W 1979 r. zespół pod kierunkiem inż. Janusza Drozdowskiego podjął prace nad wersją rozwojową PZL-110 Koliber. Zakładano stworzenie cięższej wersji pierwowzoru, do jego napędu planowano zastosować silnik PZL-Franklin 6A-350-C1 o mocy 162 kW. W konstrukcji wprowadzono zmiany w strukturze – pogrubiono pokrycie kadłuba oraz płata. W prototypie wykorzystano ostatecznie silnik Lycoming 0-540-B4B5 o mocy 173 kW. Zewnętrznie samolot różnił się od pierwowzoru dodatkowymi okienkami umieszczonymi za kabiną oraz powiększoną płetwą przed statecznikiem pionowym.
W 1981 r., z powodu braku środków, przerwano prace nad konstrukcją. Zostały wznowione przez Ryszarda Kaczkowskiego i Mariana Jakoniuka. W latach 1989–1991 zbudowano prototypy. Oblot został wykonany 13 września 1995 r. Pierwszy lot miał miejsce na Okęciu, prototyp nosił znaki SP-PHI. Za sterami maszyny siedział Maciej Lech Aksler.

## Konstrukcja
Jednosilnikowy samolot szkolny w układzie dolnopłata o konstrukcji metalowej.
Skrzydło dwuczęściowe, jednodźwigarowe, nitowane ze zgrzewanych podzespołów. Wyposażone w klapy Flowera i bezszczelinwe lotki. NA krawędzi natarcia płata były umieszczone automatyczne sloty. Kadłub o konstrukcji półskorupowej, kabina załogi czteromiejscowa, osłonięta osłoną odsuwaną do tyłu. Za kanapą tylną umieszczono bagażnik, dostępny od wewnątrz. Usterzenie klasyczne, krzyżowe o konstrukcji metalowej. Podwozie identyczne jak w PZL-110 Koliber ale o wzmocnionej konstrukcji.